# Santa-Maria-di-Lota
Santa-Maria-di-Lota es una comuna y población de Francia, en la región de Córcega, departamento de Alta Córcega.
Su población en el censo de 1999 era de 1.791 habitantes.

## Demografía
| 538 | 987 | 1 583 | 1 566 | 1 826 | 1 791 |
| Para los censos de 1962 a 1999 la población legal corresponde a la población sin duplicidades (Fuente: INSEE [Consultar]) |     |       |       |       |       |